# TPS-L2

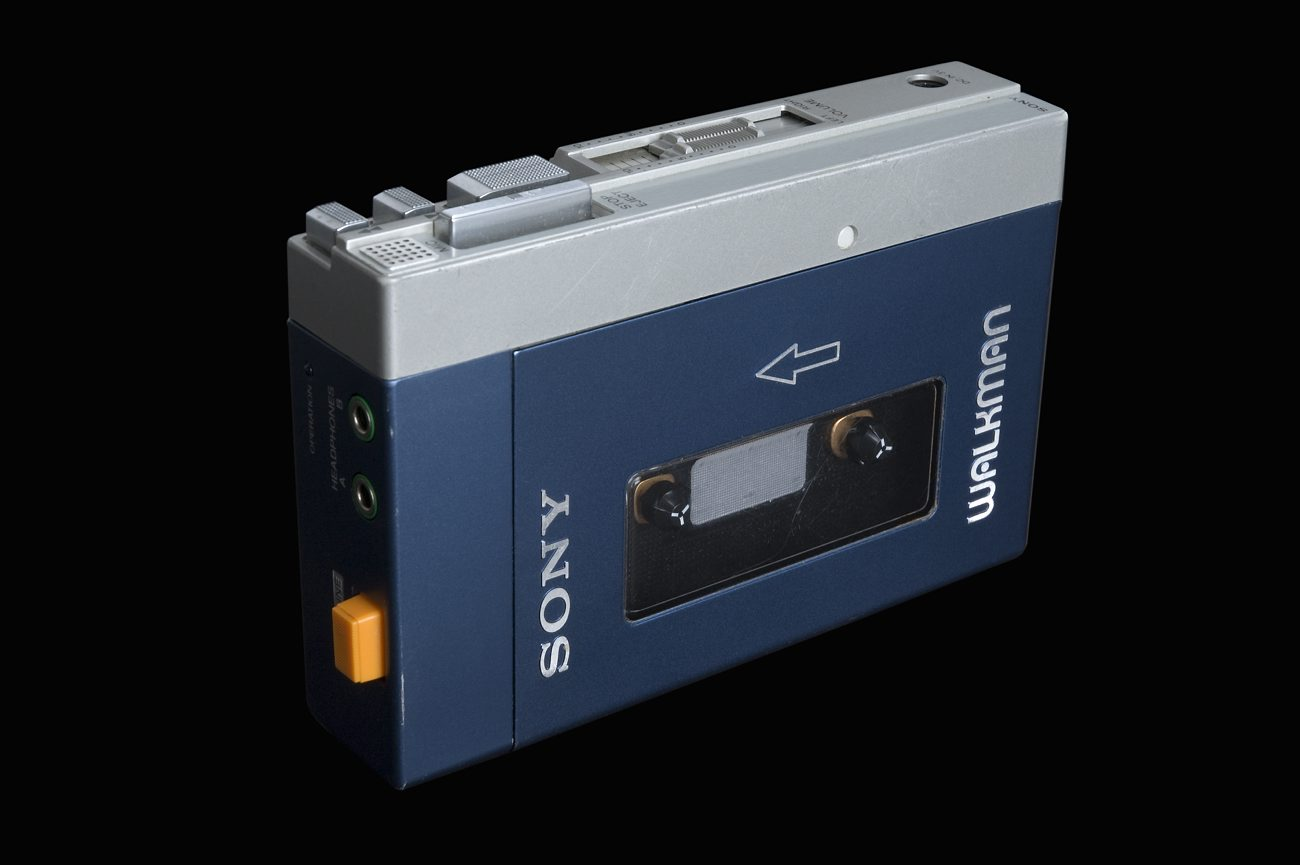
Sony Walkman model TPS-L2

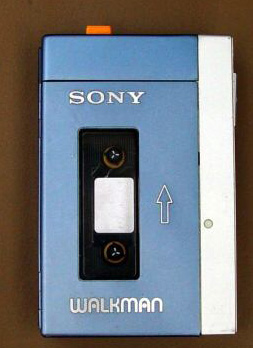
Aufsicht

Der TPS-L2 war der erste Walkman. Er wurde am 1. Juli 1979 vom japanischen Konzern Sony auf den Markt gebracht.
Die Kompaktkassette wurde 1963 von der niederländischen Elektronikfirma Philips entwickelt. In den späten 1960er Jahren ermöglichte die Einführung bespielter Kompaktkassetten das Hören von Musik auf tragbaren Geräten sowie auf Autoradios, obwohl Schallplatten das beliebteste Format für das Hören zu Hause blieben.
Sony-Mitbegründer Masaru Ibuka nutzte den klobigen Kassettenrecorder Sony TC-D5, um auf Geschäftsreisen Musik zu hören. Er bat den stellvertretenden Vorstandsvorsitzenden Norio Ohga, eine reine Wiedergabe-Stereoversion zu entwerfen, die für die Verwendung mit Kopfhörern optimiert ist.
Der blau-silberne Walkman TPS-L2 mit Metallgehäuse, die erste kostengünstige persönliche Stereoanlage der Welt, kam am 1. Juli 1979 in Japan auf den Markt und wurde für rund 33.000 Yen (oder 150,00 US-Dollar) verkauft. Obwohl Sony voraussagte, dass es etwa 5.000 Einheiten pro Monat verkaufen würde, verkaufte es in den ersten zwei Monaten mehr als 30.000.
Mit dem TPS-L2 konnten erstmals Musikkassetten in einem transportablen Kleingerät abgespielt und mittels Kopfhörern gehört werden. Dadurch überall und jederzeit Musik hören zu können, bedeutete eine Revolution in der Unterhaltungselektronik und im Freizeitverhalten.

## Technische Daten
- Hersteller: Sony
- Datierung: 1979
- Material/Technik: Kunststoff (silbergrau), Metall, Kunstleder, Textilgewebe
- Maße (H × B × T) 3,50 cm × 14,00 cm × 9,50 cm
- Gewicht: 390 Gramm

Innenleben des TPS-L2
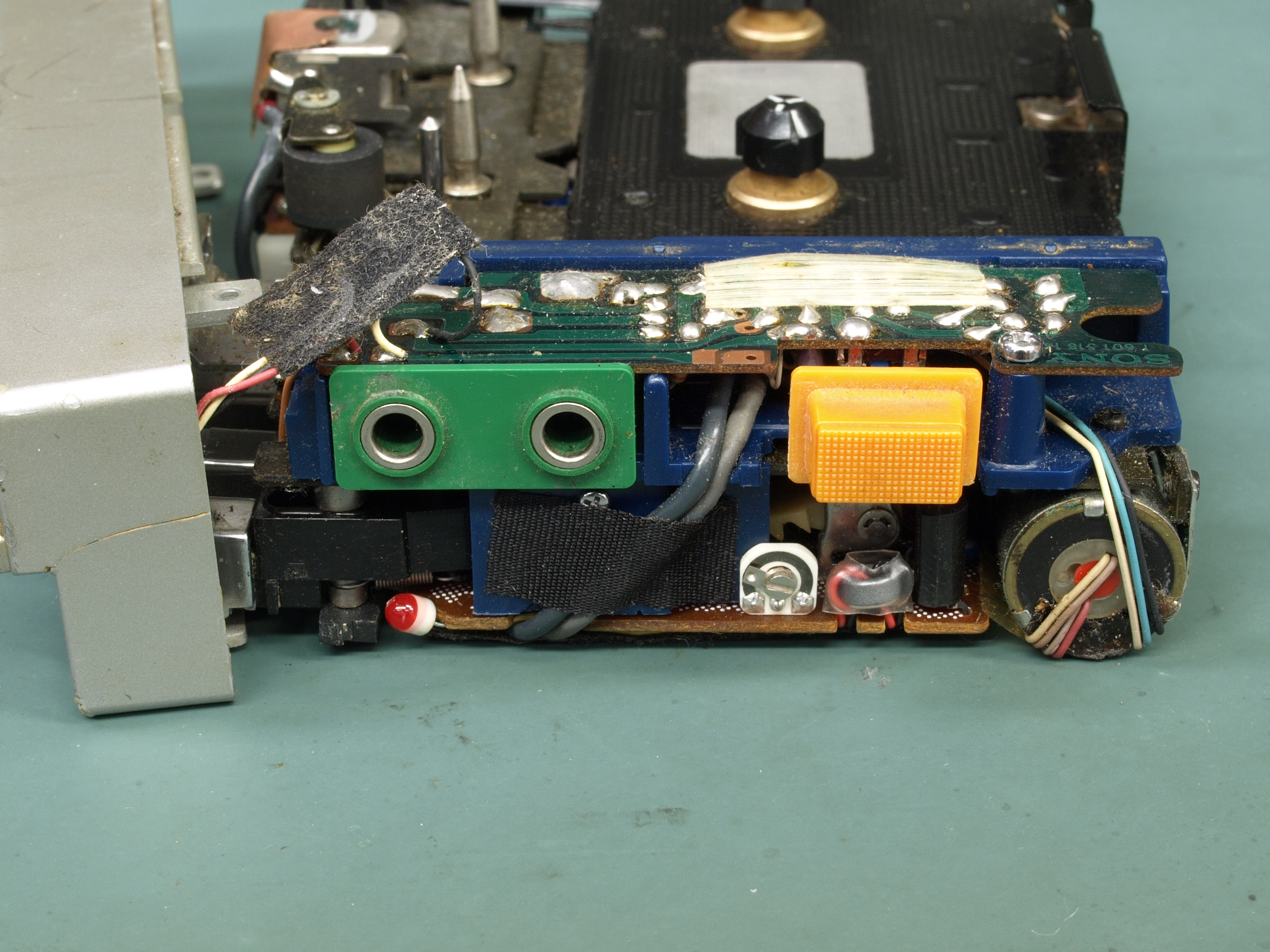
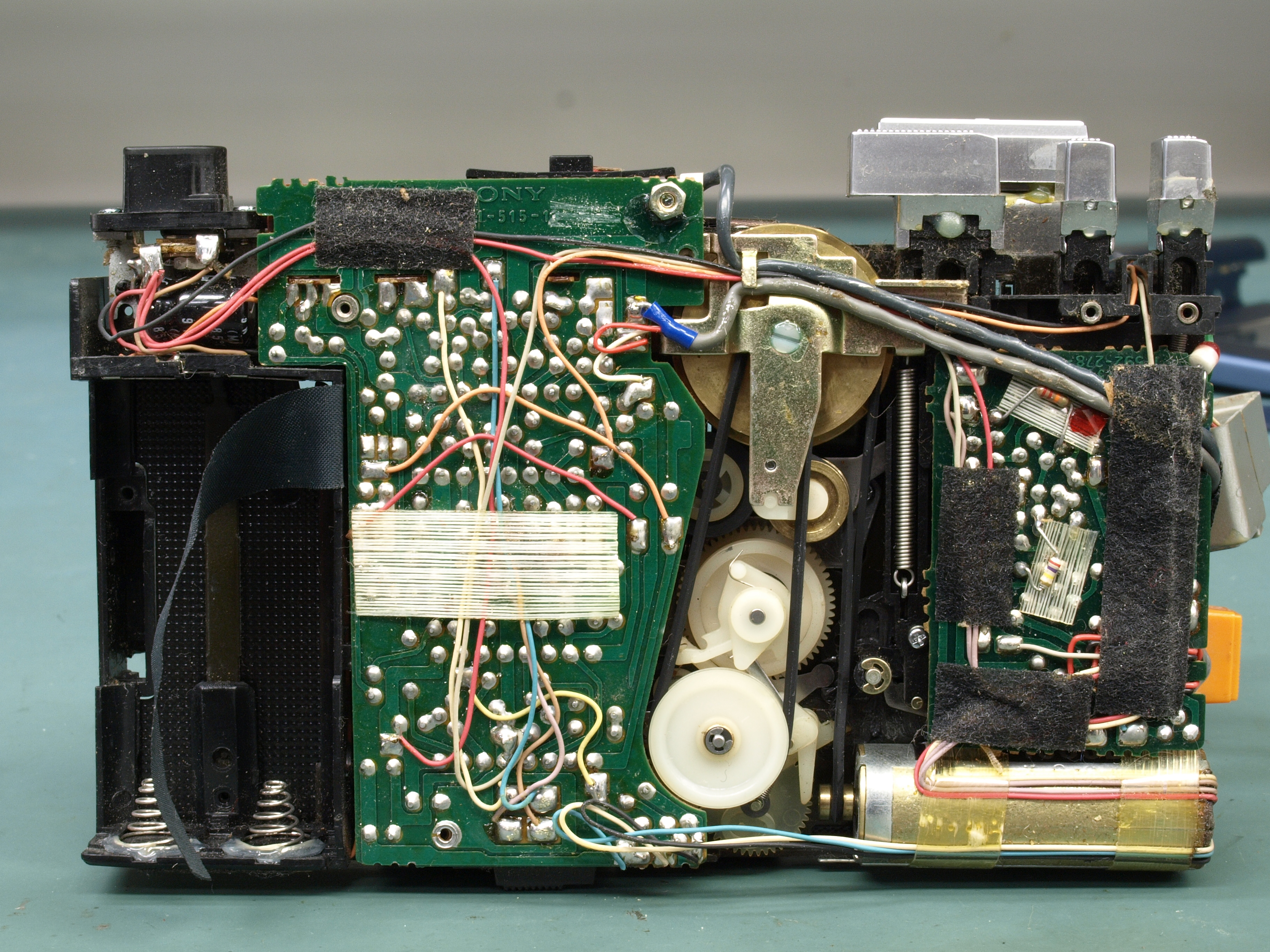
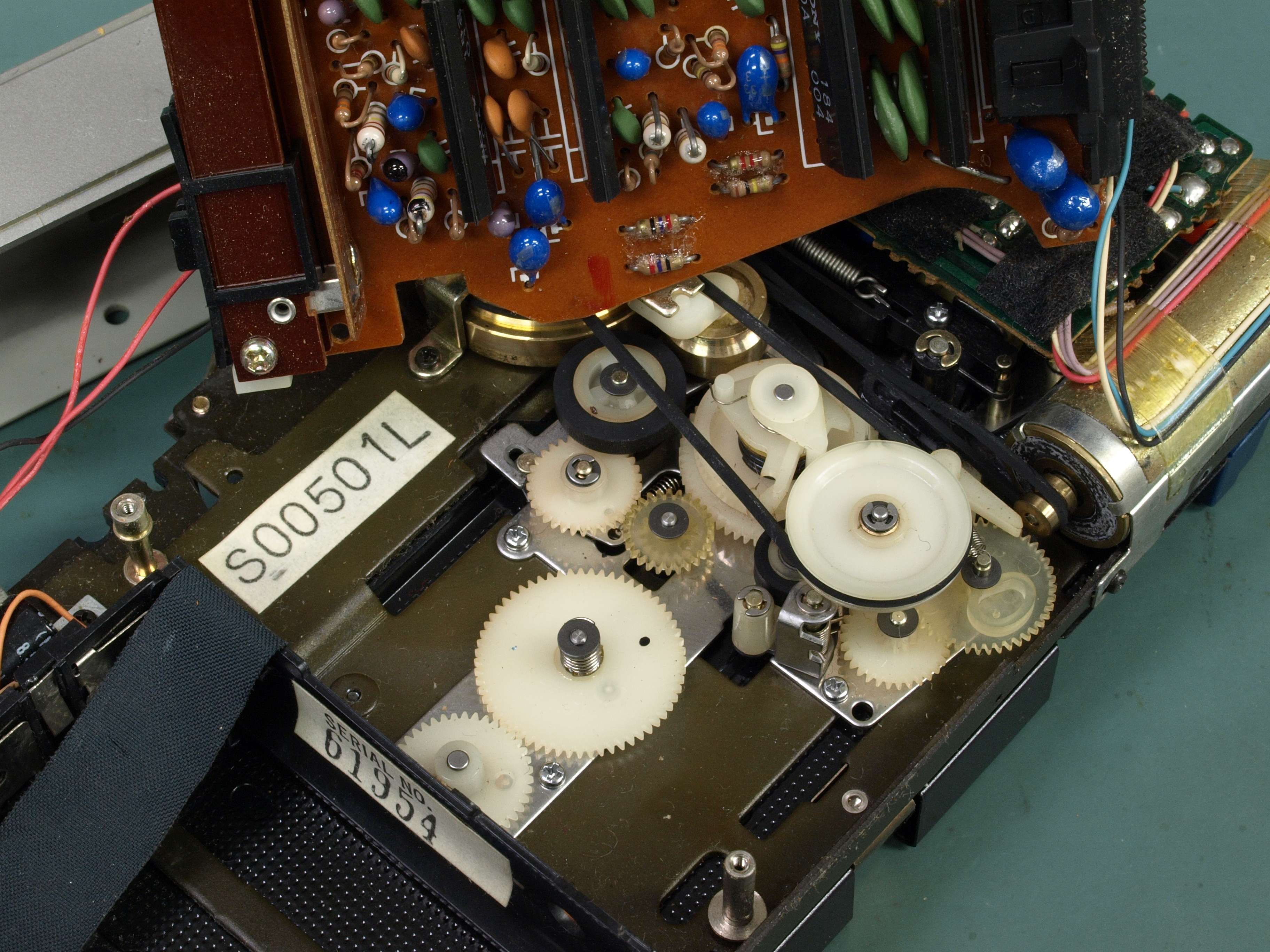
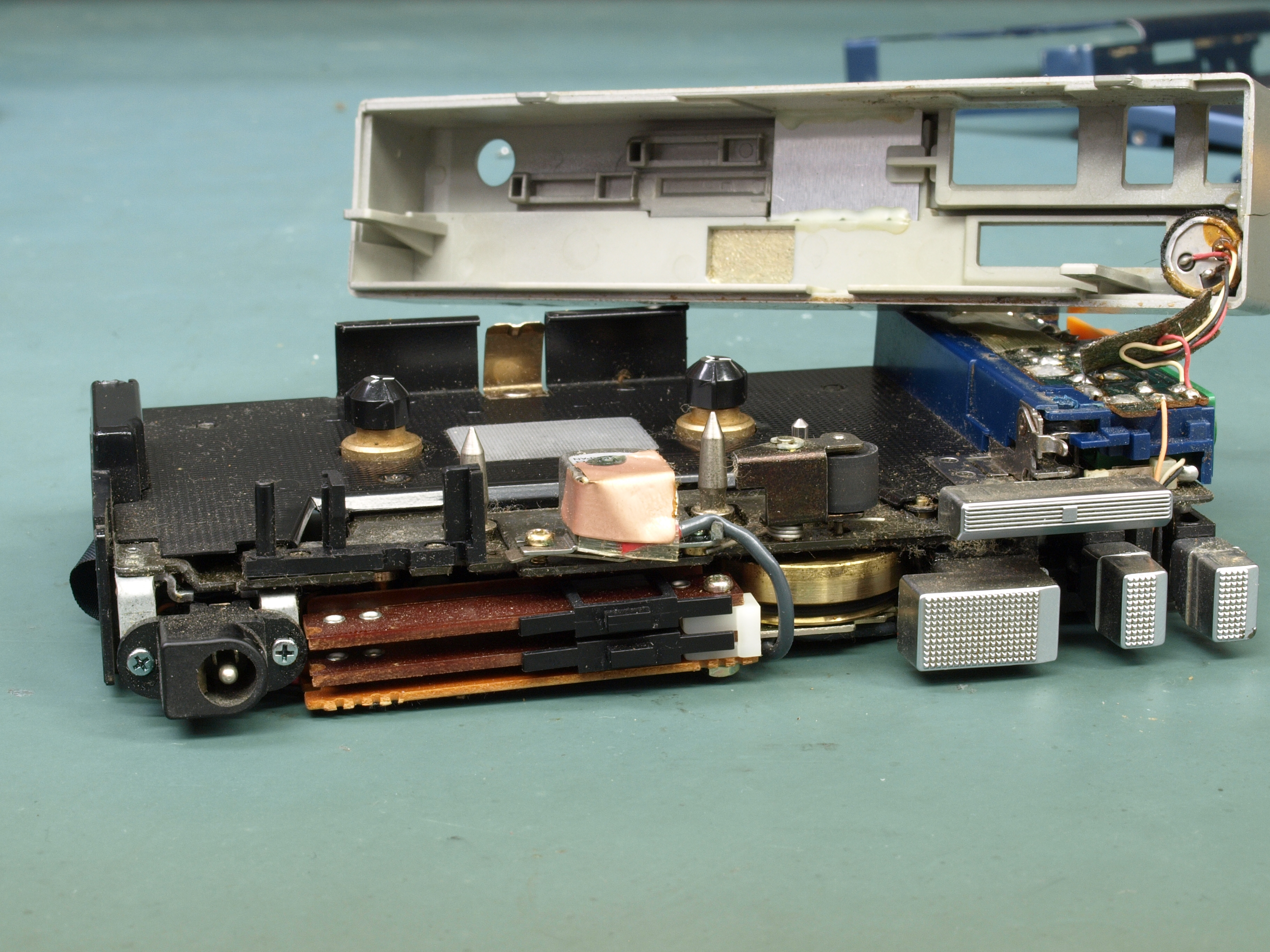